# 南春街道
南春街道，是中华人民共和国广东省潮州市湘桥区下辖的一个乡镇级行政单位。

## 行政区划
南春街道下辖以下地区：
南春路社区、振德街社区、春城楼社区、南濠社区和城新社区。